# Ratpenat nasofoliat de Telefomin
El ratpenat nasofoliat de Telefomin (Hipposideros corynophyllus) és una espècie de ratpenat de la família dels hiposidèrids. Viu a Indonèsia i Papua Nova Guinea. El seu hàbitat natural són els complexos de coves de pedra calcària profundes. No hi ha cap amenaça significativa per a la supervivència d'aquesta espècie. La descripció de l'espècie es basà en exemplars recollits per zoòlegs europeus durant la segona meitat de la dècada del 1970.